# Croisière pour l'inconnu
Croisière pour l'inconnu è un film del 1948 diretto da Pierre Montazel.
Il film è basato su un libro di Georges Vidal dal titolo L'aventure est à bord.